# Meriones tamariscinus
Meriones tamariscinus é uma espécie de roedor da família Muridae.
Pode ser encontrada nos seguintes países: China, Cazaquistão, Quirguistão, Rússia, Turquemenistão e Uzbequistão.